# 娜塔莉·格蘭特
娜塔莉·格蘭特（Natalie Grant，1971年12月21日—）是名美國當代基督教音樂創作歌手。她在2006年到2009年連續四年拿下金鴿獎「最佳女歌手」。

## 音樂作品
- 1999年：《Natalie Grant》
- 2001年：《Stronger》
- 2003年：《Deeper Life》
- 2004年：《Worship with Natalie Grant and Friends》
- 2005年：《甦醒》（Awaken）
- 2005年：《Believe》
- 2008年：《Relentless》

## 書籍
- 《The Real Me: Bejing》

## 獎項

### 金鴿獎
- 2006年：最佳女歌手
- 2007年：最佳女歌手
- 2008年：最佳女歌手
- 2009年：最佳女歌手

## 外部連結
- 官方網站 （页面存档备份，存于）
- 娜塔莉·格蘭特的MySpace主頁